# Ciîșkî, Mostîska
Ciîșkî (în ucraineană Чишки) este un sat în comuna Krîsovîci din raionul Mostîska, regiunea Liov, Ucraina.

## Demografie
Componența lingvistică a localității Ciîșkî
     Ucraineană (86,41%)
Conform recensământului din 2001, majoritatea populației localității Ciîșkî era vorbitoare de ucraineană (86,41%), existând în minoritate și vorbitori de polonă (13,59%).